# Сліпстрим (жанр)
Сліпстрим — термін, що позначає форми фантастики, яка поєднує воєдино наукову фантастику, фентезі та літературну фантастику або не залишається в традиційних межах жанру та оповідання, безпосередньо поширюючись на експериментальний рух наукової фантастики Нової хвилі, в той час як також запозичення з фентезі, психологічної фантастики, філософської фантастики та інших жанрів чи стилів літератури.

## Походження
Цей термін винайшов Річард Дорсетт згідно з інтерв'ю з відомим автором кіберпанку Брюсом Стерлінгом у Mythaxis Review. Він сказав:
Його придумав мій друг, покійний Річард Дорсетт, коли ми обговорювали категорію нежанрових фентезійних книжок, для яких не було назви. «Вони точно не мейнстрім», — сказав я. «Чому б не сліпстрім?» — запропонував він, і я подумав, що це досить вдале словосполучення.
Пізніше Стерлінг описав це в статті, опублікованій у журналі SF Eye № 5 у липні 1989 року, як «своєрідний текст, який просто змушує вас почуватися дуже дивно; те, як ви відчуваєте життя у ХХ столітті, якщо ви людина. певної чутливості». Енциклопедія наукової фантастики приписує Стерлінгу винайдення пов'язаного терміна «slipstream sf» для творів, які «використовують науково-фантастичні пристрої, але не належать до жанру наукової фантастики».

## Концепція
Фантастику сліпстриму описували як «фантастику незвичайності» або форму письма, яка робить «звике дивним або дивне знайомим» через скептицизм щодо елементів реальності. Ілюстрацією цього є те, що прототипи стилю сліпстрім існують в оповіданнях Франца Кафки та Хорхе Луїса Борхеса.
Автори наукової фантастики Джеймс Патрік Келлі та Джон Кессел, редактори «Дуже дивне відчуття: Антологія сліпстріму», стверджували, що в основі сліпстріму лежить когнітивний дисонанс, і це не стільки жанр, скільки літературний ефект, як-от жахи чи комедія. Подібним чином Крістофер Пріст у своєму передмові до роману Анни Каван, який не відповідає жанру, але, можливо, лід, пише: «найкращий спосіб зрозуміти сліпстрим — це думати про нього як про стан душі або особливий підхід, який перебуває поза будь-якою категоризацією. …сліп-стрім викликає у глядачів відчуття „інакшості“, як погляд у криве дзеркало».

## Характеристики
У сліпстримі характеристики художніх творів, які розглядаються під цим терміном, включають порушення принципу реалізму, уникнення традиційної фантастичної історії та постмодерністського оповідання. Як новий жанр, сліпстрім описується як нереалістична фантастика з постмодерністським відчуттям, яка досліджує усвідомлення суспільних і технологічних змін і психологічного зриву, які раніше демонстрували автори наукової фантастики за часів постмодернізму, а також поети та автори-експериментатори модернізму.
У своєму томі 2012 року «Прогулянка хмарами: Антологія вітчизняної наукової фантастики» Ґрейс Діллон визначила течію індіанського сліпстріму, яка передує та передбачає часові рамки сліпстріму, зокрема включно з оповіданням Джеральда Візенора 1978 року «Кастер на сліпстрімі».
Інші автори та шанувальники наукової фантастики стверджують, що «сліпстрим» — це термін, який об'єднує метафантастику, магічний реалізм, сюрреалізм, експериментальну фантастику [,] контрреалізм і постмодерністське письмо та/або застосовується до історії з темами, що походять від одного чи кількох цих літературних впливів.

## Зовнішні ресурси
- Об'єднаний список транспортних засобів Брюса Стерлінга та Лоуренса Персона з Nova Express, том 5, випуск 2.
- Робочий канон Slipstream Writing Archived </link> зібрано в Readercon 18, 2007.
- Джеймс Патрік Келлі розповідає про сліпстрім у двох своїх колонках «В мережі» з наукової фантастики Азімова: «Сліпстрим» і «Жанр» .
- Збірка посилань на сліпстрім, включаючи посилання на коментарі, обговорення та рецензії на тексти сліпстріму.
- Фантастичний Metropolis.com
- Веб-сторінка спеціального випуску науково-фантастичних досліджень, де обговорюється художня фантастика . Зміст і тези до статей.
- Slipstream (O de como la Ciencia Ficción ya no es Ciencia Ficción) [Сліпстрім (або як наукова фантастика більше не є науковою фантастикою)] (іспанською).